# Roger Waters

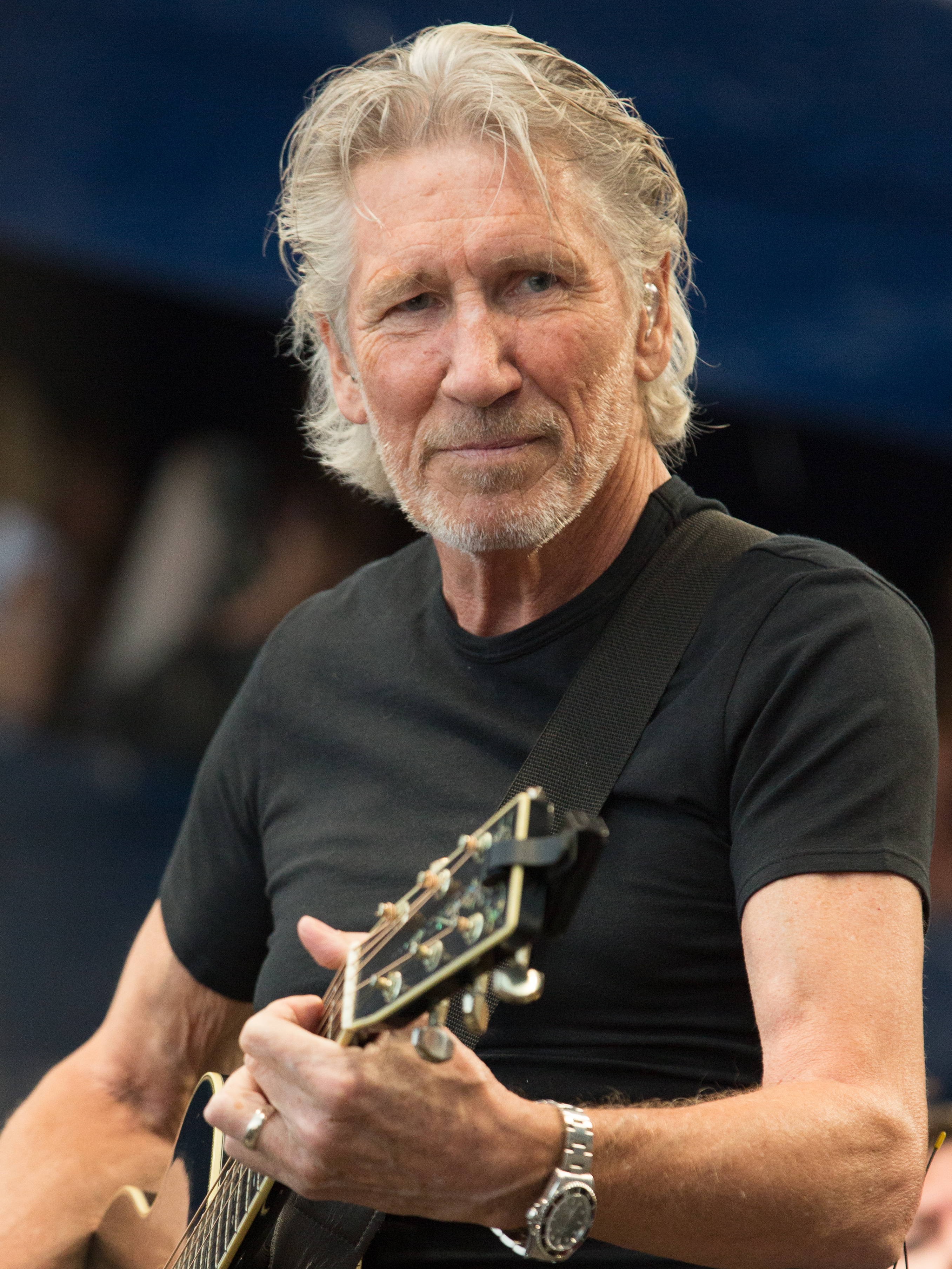
Roger Waters (2015)

George Roger Waters (* 6. September 1943 in Great Bookham, Surrey, England) ist ein britischer Sänger, E-Bassist, Gitarrist, Komponist, Texter und Musikproduzent. Bekanntheit erlangte er als Mitglied der Rockgruppe Pink Floyd, die er 1965 mitgründete. Von 1976 bis zu seinem Ausscheiden 1985 prägte er den Stil der Band, speziell mit dem Album The Wall, einem der meistverkauften Alben weltweit. Bis heute ist Waters als Solomusiker erfolgreich.
Politische Kontroversen löste Waters seit Mitte der 2000er Jahre durch seine Unterstützung der Kampagne Boycott, Divestment and Sanctions und seine Haltung zu Israel und Russland aus. Ihm werden dabei Antisemitismus und die Verbreitung von Verschwörungstheorien vorgeworfen.

## Herkunft
Roger Waters wurde 1943 als zweiter Sohn von Mary und Eric Fletcher Waters in der Kleinstadt Great Bookham (Grafschaft Surrey) geboren. Sein Vater war Sohn eines Minenarbeiters, frommer Christ, anfänglich Aktivist der Labour Party und später Mitglied der Communist Party of Great Britain. In den ersten Kriegsjahren fuhr er als Kriegsdienstverweigerer Krankenwagen während der Luftschlacht um England; später änderte er seine Einstellung zum Pazifismus und ging zur British Army. Als Second Lieutenant der 8th Royal Fusiliers fiel Eric Waters im Februar 1944 im Rahmen der Operation Shingle in Anzio im Kampf gegen die Wehrmacht. Der Tod seines Vaters belastet Waters nach eigener Aussage bis heute. Er hat den Krieg und seine Kindheit als Halbwaise ohne den Vater in vielen seiner Songs thematisiert.

## Karriere als Musiker
Zu Waters’ frühesten musikalischen Einflüssen zählen US-amerikanische Blues-Sänger, aber auch Folkmusiker. Auch die 1960er Jahre haben Roger Waters als Songwriter beeinflusst: „Wenn ich fünfzig Songs nennen müsste, die ich gerne geschrieben hätte, dann wären nur sehr wenige davon nicht von Dylan und Lennon“. Roger Waters’ erstes Instrument war die Gitarre, auf der er sich Folk-Songs beibrachte und mit Stücken wie If (Atom Heart Mother) oder Grantchester Meadows (Ummagumma) kultivierte. Bei Sigma 6, seiner ersten Band mit Nick Mason und Richard Wright, spielte er noch Gitarre. Sein erster E-Bass war ein Modell der Firma Rickenbacker. Waters’ Hauptinstrument wurde der Fender Precision-Bass. Roger Waters ist Autodidakt auf seinem Instrument. Stilistisch knüpfte er als Solomusiker anfangs an seine alte Band Pink Floyd an, später kamen Einflüsse von Funk und Soul zum Tragen. Waters war im Jahr 2012 mit 88 Millionen US-Dollar der Musiker mit dem zweithöchsten Jahreseinkommen.

### Pink Floyd

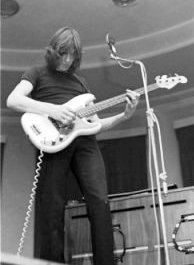
Roger Waters (1970)

1965 gründete der Architekturstudent mit seinen Studentenfreunden Richard Wright und Nick Mason die Band „Sigma 6“, aus der – nachdem sich der Kunststudent Syd Barrett  als Gitarrist und Sänger angeschlossen hatte – Pink Floyd hervorging. Nach dem Weggang des Frontmanns und Hauptkomponisten Barrett 1968 wurde Waters zunächst zum lyrischen, dann zum musikalischen Kopf der Gruppe. Am stärksten ist seine künstlerische Handschrift bei den Alben Animals, The Wall und The Final Cut zu spüren. Letzteres besteht als einziges Werk der Gruppe ausschließlich aus Waters-Kompositionen. Das Konzept, die Bühnenshow sowie der Film zu The Wall sind ebenfalls maßgeblich von Waters beeinflusst. Zugleich überließ Waters, der sich vor allem als Songwriter verstand, es bei Studioaufnahmen zunehmend David Gilmour oder Sessionmusikern, die Bassparts auszuarbeiten und einzuspielen, so ist etwa auf Pigs oder Hey You nicht Waters, sondern Gilmour am Bass zu hören.
1983, nach Fertigstellung von The Final Cut, der ersten Solo-LP The Pros and Cons of Hitch Hiking und begleitender Tour (u. a. mit Eric Clapton 1984/85) wollte Waters die Band auflösen, was jedoch auf den Widerstand der übrigen Mitglieder stieß. Daraufhin verkündete er Ende 1985 seinen Ausstieg in der Annahme, diese seien nun außerstande, ohne den kreativen Kopf weiterzumachen. Als David Gilmour und Nick Mason (Wright war bereits auf der The-Wall-Tournee nur noch Gastmusiker) jedoch ankündigten, als Pink Floyd weiter Platten veröffentlichen zu wollen, folgte eine juristische Auseinandersetzung. Waters unterlag, und man einigte sich 1987 außergerichtlich.

### Solomusiker

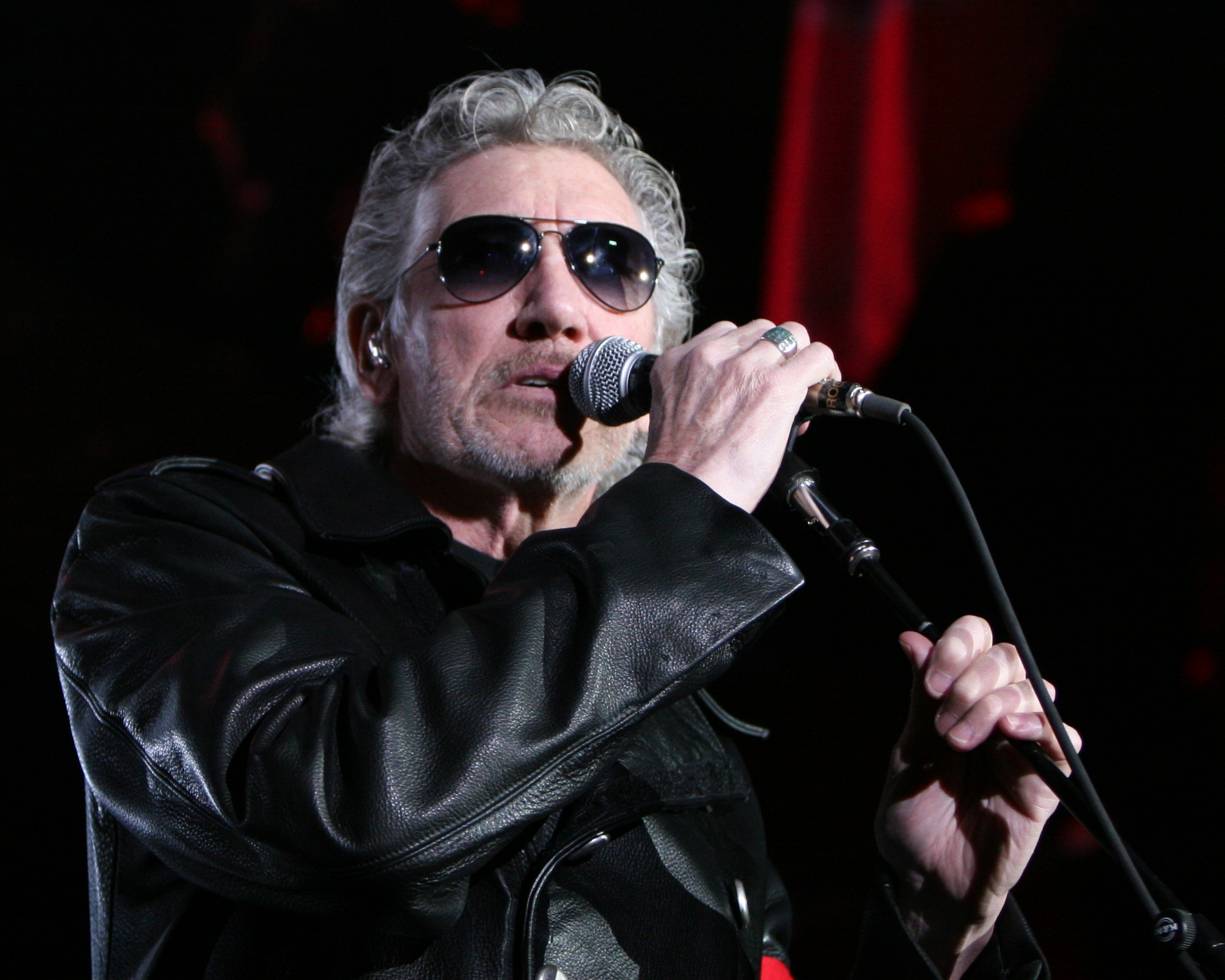
Roger Waters in Barcelona (2011)

Im Verlauf seiner weiteren Karriere als Solokünstler veröffentlichte Waters zahlreiche Alben, die zwar von Kritikern und Fans meist sehr positiv aufgenommen wurden (insbesondere Amused to Death), aber nicht an den kommerziellen Erfolg von Pink Floyd heranreichten.
Waters hatte bereits 1984 mit The Pros and Cons of Hitchhiking ein Soloalbum veröffentlicht, dessen Demos zur gleichen Zeit wie die zu The Wall entstanden waren (und als solche auch der Band präsentiert wurden, diese entschied sich für das The Wall-Konzept).
1987 tourte er weltweit mit der aufwendigen Radio K.A.O.S.-Show, basierend auf dem gleichnamigen Konzeptalbum. Die Tournee stand allerdings, besonders in den USA, in direkter Konkurrenz zu der aktuellen Tour seiner alten Band Pink Floyd. Im Vergleich dazu füllte Waters solo die deutlich kleineren Hallen. Als Folge verzichtete er zunächst auf weitere Tourneen.

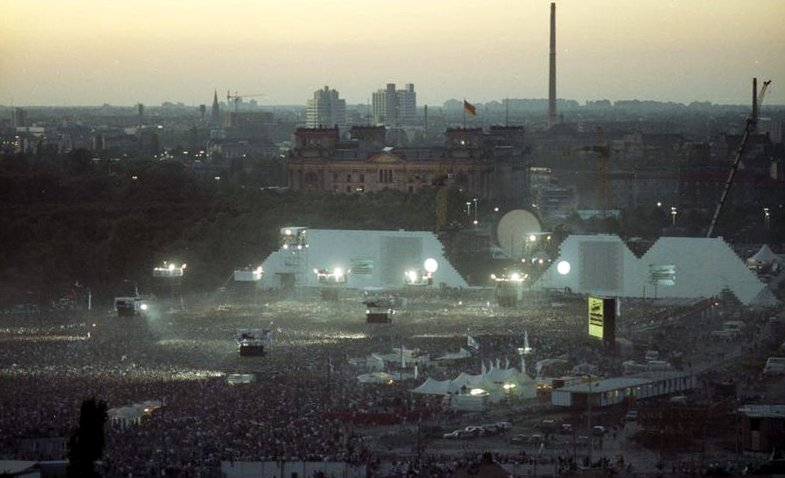
Aufführung der Rockoper „The Wall“ 1990 in Berlin

Ein Teil der außergerichtlichen Einigung mit seinen alten Bandkollegen sah vor, dass die kompletten Aufführungsrechte des The Wall-Konzeptes bei Waters verblieben. Am 21. Juli 1990 organisierte er anlässlich des Mauerfalls eine spektakuläre Inszenierung von The Wall auf dem Potsdamer Platz in Berlin. Zahlreiche international bekannte Künstler, darunter Van Morrison, Bryan Adams, Joni Mitchell, Sinéad O’Connor, Cyndi Lauper, die Scorpions und Tim Curry, wirkten an dem von 250.000 Zuschauern besuchten Open-Air-Konzert mit, das weltweit live per Satellit übertragen wurde.
Amused to Death von 1992 war für lange Jahre Waters’ letztes Studioalbum. Das Album ist eine umfassende Medienkritik und basiert auf dem gleichnamigen Buch von Neil Postman. Es geht hier um die Frage, inwieweit sich der Mensch durch den ihm von den modernen Massenmedien suggerierten Hedonismus selbst die Existenzgrundlage entzieht. Zudem setzt sich Waters im Stück Watching TV mit der Niederschlagung der Demokratiebewegung in der Volksrepublik China auseinander. Waters erweiterte die Medienkritik Postmans um die aggressive Politik der US-Regierung unter George H. W. Bush.
Grundlage aller seiner Texte ist die Entfremdung des Menschen durch ökonomische Zwänge und Desinformation. Direkt greift er Andrew Lloyd Webber und damit indirekt Tim Rice an (The Miracle), deren Shows und Musicals die Menschen nur ruhigstellen und nicht zum Mitdenken anregen sollen. Diese Musicals sind der Schlusspunkt des Amusements nach Fernsehpredigten (What God Wants Part 1), Kriegsberichterstattung (Perfect Sense Part 1), Betroffenheitsjournalismus (Late Home Tonight 1) und Breaking-News-Sensationsberichterstattung (Watching TV).
1994 lehnte Waters eine Einladung seiner ehemaligen Kollegen von Pink Floyd ab, gemeinsam in London das komplette Album The Dark Side of the Moon zu spielen.
Nach mehreren Jahren ohne Auftritte und Veröffentlichungen kehrte Waters 1999 mit der In The Flesh Tour zurück, die bis 2002 andauerte und mit einer Zusammenstellung aus Solostücken und älteren Pink Floyd-Songs überraschend erfolgreich war und auf CD und DVD verewigt wurde.
Mitte 2004 wurde von Miramax Films bekanntgegeben, dass Roger Waters eine Broadway-Produktion von The Wall plant.
Im September 2004 gab Waters zwei neue Stücke auf seiner Homepage frei, mit den Titeln To Kill The Child und Leaving Beirut. Beide Titel waren vom Irakkrieg 2003 inspiriert.
Nach der Tsunami-Katastrophe im Dezember 2004 spielte Waters gemeinsam mit Eric Clapton Wish You Were Here auf einem NBC-Benefizkonzert.
Am 2. Juli 2005 stand er erstmals nach 24 Jahren wieder gemeinsam mit Pink Floyd bei dem von Bob Geldof organisierten Live-8-Konzert in London auf der Bühne.
Zu Beginn des Jahres 2005 hatte Waters seine Oper Ça Ira über die französische Revolution fertiggestellt. Das Album wurde am 26. September weltweit als Doppel-SACD mit umfangreichem Making-of-Material veröffentlicht. An dieser klassischen Oper arbeitete Roger Waters seit 1992.
Von Juni 2006 bis Oktober 2006 ging Waters auf ausgedehnte Europa- und Nordamerika-Tournee (The Dark Side of the Moon Tour), während der er u. a. auch auf dem bekannten Rockfestival im dänischen Roskilde sowie beim Rock in Rio-Festival in Lissabon auftrat. Die Tour wurde von Januar 2007 bis Juli 2007 als The Dark Side of the Moon Worldtour mit Konzerten in 25 Ländern in Australien, Asien (darunter Waters’ erster Auftritt in China), Südamerika, Europa und Nordamerika fortgesetzt.
Roger Waters trat im Rahmen der weltweiten Live Earth-Konzertserie am 7. Juli 2007 im Giants Stadium New Jersey auf und spielte Songs aus den Pink-Floyd-Alben The Wall und The Dark Side of the Moon. In den Jahren 2010 bis 2014 brachte er The Wall zum ersten Mal seit 1990 wieder in kompletter Länge auf die Bühne. Die Tour startete am 15. September 2010 in Toronto, Kanada, durchquerte die USA und schloss den Nordamerika-Teil der Tour am 21. Dezember in Mexiko-Stadt ab. Am 21. März 2011 kam die Tour nach Europa, wo sie in Lissabon startete und am 12. Juli in Athen ihren vorläufigen Abschluss fand. Der Tourplan umfasste bis dahin 118 Auftritte. Am 27. Januar 2012 wurde die Tournee in Perth, Australien fortgesetzt. Sie führte über Neuseeland und Südamerika nach Nordamerika, und 2013 folgte erneut Europa. Die Tournee endete nach weiteren 100 Auftritten am 21. September 2014 in Paris.
2010 gestattete Waters zwei iranischstämmigen Sängern der kanadischen Band Blurred Vision die Adaptierung des Songs "Another Brick in the Wall" zur Protesthymne für iranische Jugendliche unter dem Titel "Hey, Ayatollah, leave those kids alone!". Waters sagte, er ermutige Künstler, den Song zum Widerstand gegen jegliche Unterdrückung zu verwenden. Auch 2022 bekundete Waters seine Unterstützung der Protestbewegung im Iran und lud ein Video hoch, auf dem iranische Frauen und Männer sich aus Protest gegen den gewaltsamen Tod von Jina Mahsa Amini die Haare abschneiden.
Am 12. Mai 2011, während der Tournee The Wall, traten die beiden übrig gebliebenen Pink-Floyd-Mitglieder, David Gilmour und Nick Mason, mit Waters in der Londoner O₂-Arena auf. Zusammen mit Gilmour spielte Waters das Stück Comfortably Numb. Mason und Gilmour spielten gemeinsam bei Outside the Wall mit. Waters verneinte in einem Interview die Frage, ob dieser Auftritt bedeute, dass Pink Floyd sich wieder vereinigen werde.

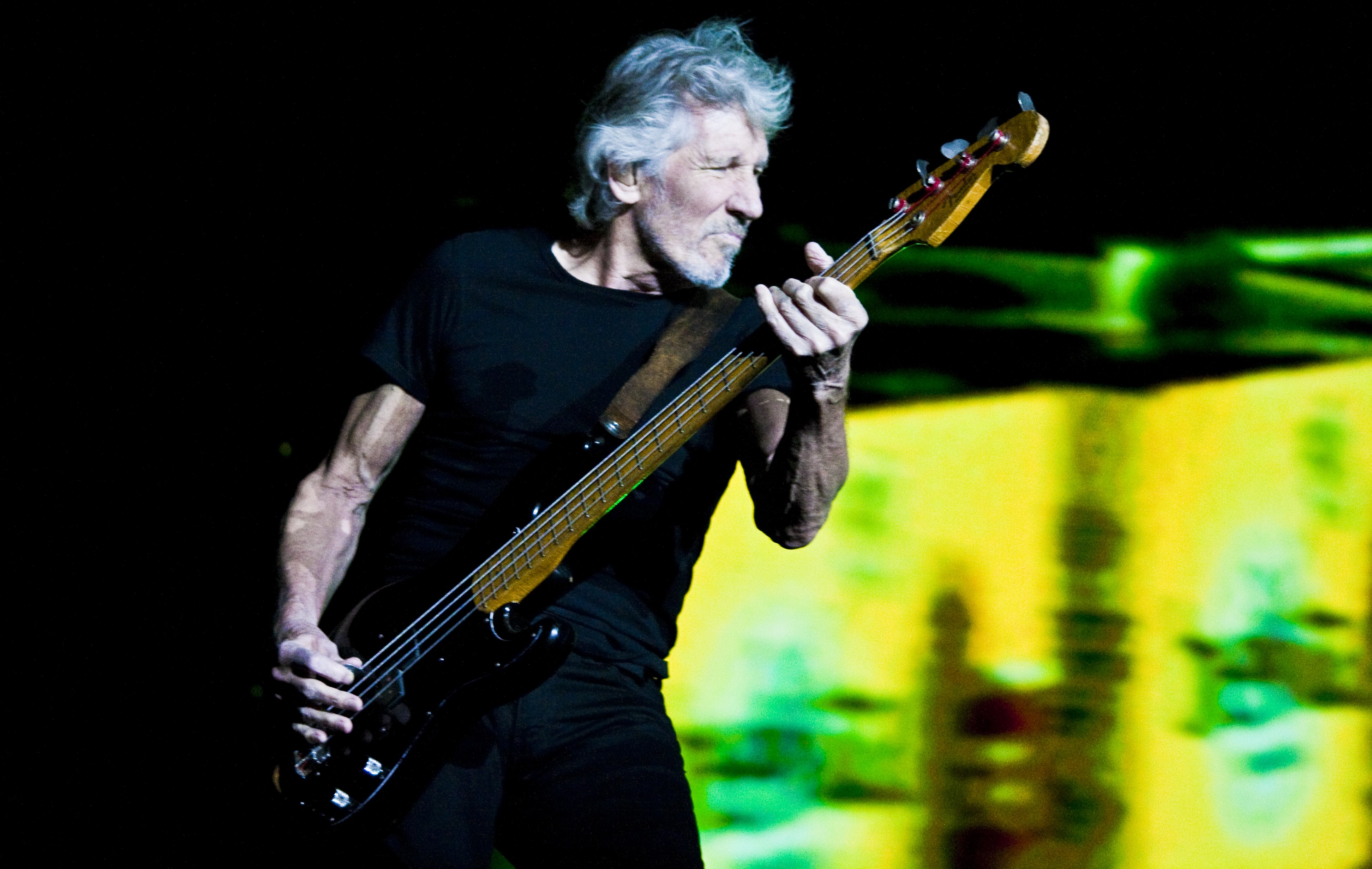
Waters (2018)

Mit dem im Jahr 2017 veröffentlichten Album Is This the Life We Really Want? erreichte Waters erstmals als Solokünstler in den Musikcharts die Nummer 1, und zwar in der Schweiz.
Mit neuem Programm und neuer Platte ging Roger Waters 2017 erneut auf Tournee. Die Us + Them Tour startete am 26. Mai in Kansas City und endete am 9. Dezember 2018 in Monterrey, Mexiko.
Die für 2020 gebuchte Nordamerika-Tournee This Is Not a Drill wurde aufgrund der COVID-19-Pandemie um ein Jahr verschoben. Sie begann allerdings erst im Jahr 2022, mit dem ersten Konzert am 6. Juli in Pittsburgh und sollte am 15. Oktober in Mexiko-Stadt enden. Seit März 2023 erfolgt die Fortsetzung der als vom Künstler als „erste Abschiedstournee“ bezeichneten Veranstaltungsreihe in Europa.
Am 6. Oktober 2023 veröffentlichte Waters The Dark Side Of The Moon Redux, eine Neuaufnahme des 50 Jahre alten Originals.

## Kontroversen

### Vorwürfe eines Israel-bezogenen Antisemitismus
Waters gab sich ab 2006 bei einem Besuch des Westjordanlandes als Unterstützer der gegen den Staat Israel gerichteten Kampagne Boycott, Divestment and Sanctions (BDS) zu erkennen und sprühte die Textzeile „We don’t need no thought control“ aus dem Lied Another Brick in the Wall auf eine israelische Sperranlage. Im Oktober 2012 wurde er Mitglied der Jury des Russell-Tribunal zu Palästina. Im Dezember 2012 sagte Stevie Wonder einen Auftritt in Israel ab, nachdem Waters ihn dazu aufgefordert hatte. Waters verglich die israelische Regierung mit dem ehemaligen südafrikanischen Apartheid-Regime. Im April 2013 sagte Waters, dass er seinen Boykottaufruf gegen Israel überdenke, und wies darauf hin, dass sein Brief an Mitmusiker nicht veröffentlicht worden sei. Im August 2013 folgte jedoch ein öffentlicher Aufruf von Waters an seine „Brüder und Schwestern aus der Rock-and-Roll-Familie“, einem kulturellen Boykott Israels beizutreten. Konkret rief er im Mai 2014 die Rolling Stones auf, ihr für den Sommer geplantes erstes Konzert in Israel abzusagen. In Tel Aviv zu spielen wäre moralisch gleichwertig mit einem Auftritt in Südafrika zu Zeiten der Apartheid.
Im April 2017 forderte er vergeblich die Gruppe Radiohead auf, auf ein Konzert im Juli des Jahres in Tel Aviv zu verzichten. Daraufhin verlangte der Abgeordnete der New Yorker State Legislature, Howard Kopel, eine Überprüfung der Rechtmäßigkeit der Überlassung des Nassau Coliseums für sein Konzert im September 2017 auf Long Island, da ein Gesetz dem Nassau County seit 2016 Geschäfte mit Israel-Boykotteuren verbietet. Waters kritisierte im September 2019 mit über 250 Autoren, dass die Stadt Dortmund die Verleihung des Nelly-Sachs-Preises an die Schriftstellerin Kamila Shamsie wegen deren Unterstützung der umstrittenen BDS-Kampagne, über die die Jury nicht informiert gewesen war, widerrufen hatte. Die Jurymitglieder hatten ihre Entscheidung widerrufen, weil Shamsies Position im Widerspruch zu den Satzungszielen der Preisvergabe und zum Geist des Nelly-Sachs-Preises stehe.
Seit den späten 1980er Jahren verwendet Waters bei Konzerten einen fliegenden Ballon in Form eines Schweines, auf dem bei verschiedenen Touren unterschiedliche Parolen oder Symbole zu sehen waren. Ab September 2010 waren bei fünf Konzerten im Rahmen der The Wall Live-Tour auf dem Schwein neben Kreuzsymbol, Mondsichel mit Stern, Hammer und Sichel, den Logos von Shell und McDonald’s, einem Dollarzeichen und einem Mercedes-Stern auch ein Davidstern abgebildet. Die Idee eines fliegenden Schweines entstand bereits 1976 bei den Vorarbeiten zum Konzeptalbum Animals, es handelt sich dabei um eine Anspielung auf Orwells Farm der Tiere und war erstmals 1977 dort auf dem Cover zu sehen. Seit 1987 wird die Figur regelmäßig als Ballon bei Konzerten der Band (nach der Trennung von Waters in abgewandelter Form, da dieser die Rechte besitzt) und Waters selbst verwendet. Ein im Juli 2013 eingesandtes Video eines Konzertbesuchers aus Belgien nahm die jüdische Zeitschrift Yediot Ahronot zum Anlass für einen kritischen Bericht auf der Plattform ynetnews.com. In diesem wurde unter anderem behauptet, alle anderen Symbole seien durchweg „faschistisch“ und würden „diktatorische Regimes und Organisationen“ repräsentieren. Nachdem die Zeitschrift Algemeiner die Geschichte übernommen hatte, kritisierte der stellvertretende Vorsitzende des Simon Wiesenthal Zentrums, Rabbi Abraham Cooper, in einer persönlichen E-Mail an den Algemeiner den Ballon als antisemitisch und Waters als „Judenhasser“, der „Nazi-Propaganda“ verwenden würde. Waters entgegnete in einem offenen Brief unter anderem, den Davidstern als „Symbol für den Staat Israel“ zu verwenden, dessen Politik gegenüber den Palästinensern er kritisiere, und nicht als „Symbol für das Judentum“. Außerdem schrieb er, dass zwei Enkelkinder sowie zahlreiche Freunde jüdisch seien. Als „Judenhasser“ betitelt zu werden habe ihn persönlich beleidigt. Er habe sein ganzes Leben lang versucht, Religion und Staat voneinander getrennt zu sehen. In einem Interview mit dem politischen Magazin CounterPunch verglich Waters vier Monate später die Politik Israels mit dem Holocaust und äußerte sich mit den Worten:

„Es gab viele Menschen, die so taten, als wenn die Unterdrückung der Juden nicht stattfinden würde. Zwischen 1933 und 1946. Nun gibt es ein neues Szenario. Nur dass es jetzt die Palästinenser sind, die ermordet werden.“

Die Äußerung wurde unter anderem von Karen Pollock, der Leiterin des Holocaust Education Trust, als unangemessener Vergleich, der die Erinnerungen von sechs Millionen Juden beleidige, kritisiert.
Am 26. November 2017 beendete der WDR eine Kooperation mit Waters, mit der das Kölner Konzert der Us + Them-Tour beworben werden sollte. WDR-Intendant Thomas Buhrow reagierte damit auf eine von über 1300 Personen unterzeichnete Online-Petition, die der Sendeanstalt die Unterstützung eines Antisemiten vorwarf. Weitere ARD-Anstalten wie SWR, BR und RBB verzichten neben dem WDR auf eine Liveübertragung des Konzerts. Der Konzertveranstalter Marek Lieberberg – selbst Kind von Holocaustüberlebenden – kritisierte diese Entscheidung als „absolut lächerlich“; die öffentlich-rechtlichen Sender sollten stattdessen „vor allen Beiträgen über Luther oder Wagner-Aufführungen auf die teilweise blutrünstigen antisemitischen Theorien dieser Herrn“ hinweisen. Waters habe zwar eine „bedenkliche und private“ Meinung gegenüber Israel, die er nicht teile, aber er könne dessen Recht auf Meinungsfreiheit nicht bestreiten. Das künstlerische Werk von Roger Waters sei weder antisemitisch oder antijüdisch: „Der Kanon von Roger Waters und Pink Floyd ist und bleibt genial.“ Der Zentralrat der Juden in Deutschland begrüßte dagegen die Entscheidung:

„Die schnelle und entschiedene Reaktion der Sender auf die massive öffentliche Kritik ist ein wichtiges Zeichen, dass der grassierende Israel-bezogene Antisemitismus in Deutschland keinen Platz hat […]. Wer auf Konzerten Ballons in Schweineform samt Davidstern aufsteigen lässt, muss sich den Vorwurf des Antisemitismus gefallen lassen.“

Es sei – so der Vorsitzende Josef Schuster – höchste Zeit, dass Antisemitismus, der sich unter dem Deckmäntelchen der Kritik an Israel tarne, „endlich als das bezeichnet wird, was er ist.“
Laut Kirsten Dierolf wird durch Waters’ Verharmlosung des palästinensischen Terrorismus als Widerstand, seine Verteidigung der islamistischen Hamas, deren antisemitische Ideologie er ignoriere, seine NS-Analogien und seine antisemitischen Verschwörungstheorien deutlich, was er hinter „Israelkritik“ zu verstecken suche: „sein manifestes antisemitisches Weltbild“.
2019 verglich Waters sein Engagement für die BDS-Kampagne mit dem Kampf der Geschwister Scholl und deren Widerstandsgruppe „Weiße Rose“ gegen den Nationalsozialismus. Waters’ Äußerungen und Initiativen belegten, so der Politikwissenschaftler Jakob Baier, „die antisemitische Grundierung seines Engagements für die BDS-Kampagne“.
Am 21. Juni 2020 wiederholte Waters in einem Radio-Interview mit dem der palästinensischen Terrororganisation Hamas nahestehenden Nachrichtenportal Shebab eine zuvor bereits von palästinensischer Seite und in türkischen Medien vorgebrachte Anschuldigung, wonach Israel für den gewaltsamen Tod von George Floyd indirekt mitverantwortlich sei. Die USA flögen zudem regelmäßig Experten aus Israel ein, die den Polizisten dort beibrächten, wie man schwarze Menschen in effizienter Weise umbringe, behauptete Waters. Amerikas „militarisierte Polizei“ habe ihre tödlichen Praktiken, namentlich das Luftabdrücken durch das Knien auf dem Opfer, von der israelischen Armee gelernt, wo dies gegenüber den Palästinensern praktiziert werde. Vier Tage später, am 25. Juni, bezeichnete Waters in einer Stellungnahme auf seiner Homepage sowohl die Darstellung, wonach die israelische Armee diese Technik „erfunden“ habe, als auch die Behauptung, die amerikanische Polizei habe diese Art des Tötens erst durch israelische Offiziere erlernt, als falsch und entschuldigte sich hierfür ausdrücklich. Dennoch, so fügte Waters hinzu, sei die „militarisierende Einflussnahme Israels auf die USA und den Rest der Welt ein schwerwiegender und beunruhigender Fakt“. Zudem behauptete er, die BDS-Bewegung, die er voll unterstütze, stehe für „volle und gleiche Menschenrechte für jedermann“ ein.
In dem Interview mit Shebab behauptete Waters zudem, dass der als Sohn jüdischer Einwanderer geborene US-Multimilliardär Sheldon Adelson ein „Strippenzieher“ der amerikanischen Regierung sei. Er nannte Adelson einen „rechten, faschistischen, rassistischen Fanatiker“, der glaube, dass nur Juden vollständige Menschen seien und alle anderen ihnen zu Diensten sein müssten. Laut dem Politikwissenschaftler Jakob Baier bediene Waters „das antisemitische Phantasma von jüdischen Strippenziehern in der amerikanischen Politik und Wirtschaft“. Für seine Wortwahl entschuldigte sich Waters anschließend auf seiner Website. Freunde hätten ihm gesagt, dass seine Worte „schädlich sind für jüdische Menschen und für die Bewegung für die Rechte der Palästinenser“. Er habe zum Zeitpunkt des Gesprächs nicht gewusst, dass er ein antisemitisches Klischee verwendet habe.
Im August 2020 erklärte Waters in einem Interview mit der Al-Jazeera-Korrespondentin Hoda Abdel-Hamid, in seinem ganzen Leben niemals ein antisemitisches Wort gesprochen oder einen antisemitischen Gedanken gehegt zu haben. Zugleich sprach er von einer „Propagandamaschine Israels“, die unzählige Millionen Dollar jährlich ausgebe, um „diese Lüge“ zu verbreiten, dass jeder, der sich gegen die israelische Regierungspolitik ausspreche, ein Antisemit sei. Auf die Frage, warum er seinen Fokus derart auf die israelische Präsenz in der West Bank richte, aber die russische Annexion der Krim nicht kommentiere, sagte Waters, man könne die „seit 70 Jahren andauernde Besetzung Palästinas durch Israel“ und die Annexion oder den „Machtwechsel auf der Krim“ nicht im selben Atemzug nennen; es seien „grundverschiedene Dinge“. 98 Prozent der Einwohner der Krim würden der russischen Regierung den Vorzug geben gegenüber der durch den Westen unterstützten ukrainischen Regierung. Im selben Interview behauptete Waters hinsichtlich der Antisemitismusvorwürfe gegen den früheren Chef der Labour Party Jeremy Corbyn, dieser sei das Opfer einer „Verschwörung“; eine „Schmutzkampagne“ Israels habe Corbyns Wahlchancen zunichtegemacht.
Im November 2022 bezeichnete der Sozialwissenschaftler und Berliner Antisemitismusbeauftragte Samuel Salzborn Waters als „eine der lautesten Stimmen im Musikgeschäft, die antiisraelischen Antisemitismus verbreiten“. Der israelische Soziologe Natan Sznaider sagte im Mai 2023, Waters sei "mehr dumm als antisemitisch und so wahnsinnig von sich überzeugt". Das "Suchende in der Musik", das Waters gut könne, werde dann "von politischer Einfältigkeit kompensiert".
Aufgrund der Vorwürfe gegen Waters sagten die Stadt Frankfurt und das Land Hessen ein für den 28. Mai 2023 geplantes Konzert in der Festhalle ab. Waters warf der Stadt daraufhin einen Angriff auf die Kunstfreiheit vor. Die Journalistin und Komikerin Katie Halper publizierte in den sozialen Medien eine Petition, in der Musiker, Künstler, Schriftsteller und Journalisten (unter anderem Peter Gabriel und Waters’ Ex-Bandkollege Nick Mason) die Konzertabsage kritisierten: Man sei „zutiefst beunruhigt“, dass Waters von offizieller Seite „diskreditiert und zum Schweigen gebracht“ werden solle. Zudem war von einer „gefährliche[n] Kampagne“ die Rede, „die Kritik an der illegalen und ungerechten Politik Israels absichtlich mit Antisemitismus“ vermenge. Der Stadtrat von München beschloss, das eine Woche zuvor anberaumte Konzert nicht zu verbieten, da das Gremium laut einem Rechtsgutachten zu einer außerordentlichen Vertragskündigung nicht befugt sei.
Vor dem Konzert in München am 21. Mai 2023, das von Protesten begleitet wurde (in der Halle distanzierte sich beispielsweise die Olympiapark GmbH auf Monitoren von Waters‘ Ansichten), bezeichnete Waters in den sozialen Netzwerken Israel als „tyrannisches, rassistisches Regime“. Dazu veröffentlichte er ein Video, das ihn und seine Frau beim Besuch des Grabes von Hans und Sophie Scholl zeigt, in deren Tradition Waters den Kampf der BDS-Bewegung sieht. Er schrieb, so wie damals die jüdischen Brüder und Schwestern ermordet worden seien, seien diese Brüder und Schwestern heute die Palästinenser. Des Weiteren kritisierte er die Resolution des Deutschen Bundestags, die 2019 die BDS-Bewegung als antisemitisch eingestuft hatte: Diese lasse die Deutschen „still und gleichgültig“ einer Ermordung des palästinensischen Volks zuschauen. Wie auch bei seinem Berliner Auftritt im selben Monat wurde das Konzert mit einem Tonband eingeleitet, auf dem Waters sagte: „Solltest du zu den Leuten gehören, die Pink Floyds Musik lieben, aber Roger Waters’ politische Haltung nicht ertragen, dann verpiss dich an die Bar“. Gleichzeitig behauptete er, dass ihm per Gerichtsbeschluss attestiert worden sei, kein Antisemit zu sein. Allerdings hatte das Frankfurter Verwaltungsgericht lediglich festgestellt, dass sein Auftritt die nationalsozialistischen Verbrechen nicht verherrliche.

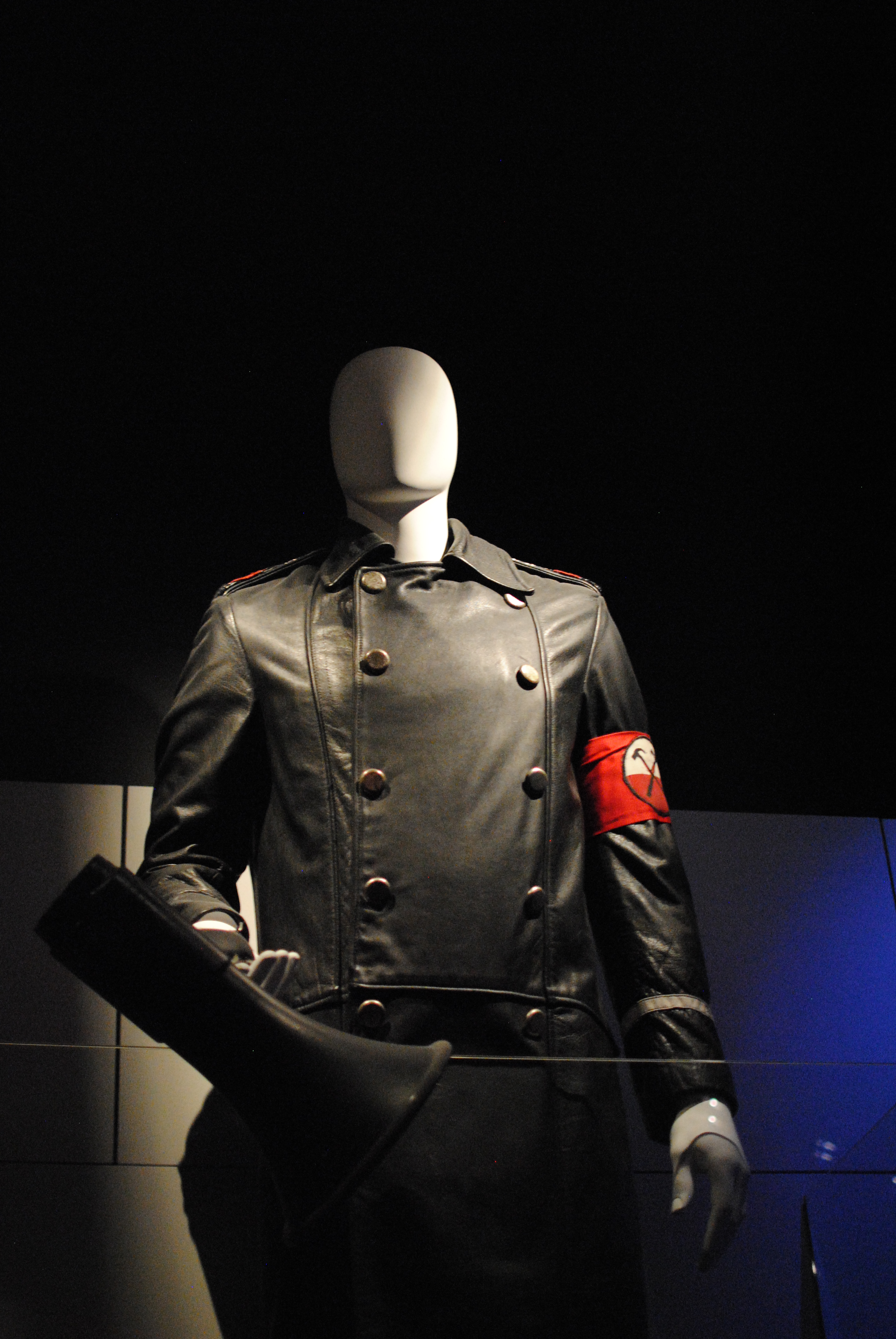
Gliederpuppe mit Bühnenoutfit der The Wall Tour, rote Armbinde

Am 24. Mai 2023 geriet Roger Waters in die Kritik, nachdem er am 18. Mai in der Mercedes Arena in Berlin bei seinem Auftritt zum Stück In the Flesh mit einem Bühnenoutfit aufgetreten war, das an eine Waffen-SS-Uniform erinnerte, und Anne Frank mit der in der Westbank getöteten palästinensisch-amerikanischen Journalistin Shireen Abu Akleh verglichen hatte. Zwei Tage nach dem Auftritt leitete die Staatsschutzabteilung der Polizei Berlin Ermittlungen ein. Der Antisemitismusbeauftragte der Bundesregierung, Felix Klein, rief „zu weiteren Anzeigen“ gegen Waters auf. Dieser erklärte in einer Gegendarstellung zur Bühnenkleidung, dass diese tatsächlich einen faschistischen Demagogen darstellen solle. Diese Darstellung dieser von ihm erschaffenen Kunstfigur sei bereits seit dem Pink-Floyd-Album The Wall 1980 Bestandteil seiner Shows. Seine Darbietungen seien als Statement gegen Faschismus, Ungerechtigkeit und Diskriminierung zu verstehen. Jeder Versuch, dies als etwas anderes darzustellen, sei unaufrichtig und politisch motiviert. Er habe sein ganzes Leben gegen Autoritarismus und Unterdrückung die Stimme erhoben, und sein Vater habe im Kampf gegen die Nationalsozialisten den „ultimativen Preis“ bezahlt. Als Reaktion auf die Ermittlungen nach dem Berliner Konzert veränderte Waters die Bühnenshow im Konzert in der Frankfurter Festhalle. Ohne rote Binde auf schwarzem Ledermantel trat er im zweiten Teil der Show auf. Vor und während des Konzerts hatte es Proteste gegen den Auftritt gegeben, auch weil in der Festhalle 1938 anti-jüdische Pogrome stattgefunden hatten und dort später auch die Deportationen in die Todeslager starteten. „Judenhass ist überall in unserer Stadt zu verurteilen, aber dass sich ausgerechnet hier an diesem Ort wieder die Stimme des Judenhasses erhebt, ist unerträglich“, sagte Oberbürgermeister Mike Josef bei einer Kundgebung vor dem Konzert. Das Verwaltungsgericht in Frankfurt am Main hatte im April 2023 geurteilt, "das Konzert des Antragstellers [verletze] nicht die Menschenwürde der in der Festhalle misshandelten jüdischen Männer und es lasse sich eine schwerwiegende Beeinträchtigung des Geltungs- und Achtungsanspruchs der in Deutschland lebenden Jüdinnen und Juden nicht zweifelsfrei feststellen". Waters reagierte auf den Ort und die Vorwürfe während des Konzerts: Er fühle das Leid, das den Menschen an diesem Ort widerfahren sei. Er wisse, dass ihm viele Menschen vorwerfen würden, ein Antisemit zu sein; das sei er jedoch nicht.
Nach dem Terrorangriff der Hamas auf Israel Anfang Oktober 2023 mit rund 1200 israelischen Toten sagte Waters in der Sendung „System Update“ dem US-Journalisten Glenn Greenwald, er sei gegen jegliche Kriegsverbrechen, äußerte allerdings Zweifel, dass es in Israel dazu gekommen sei; es habe, so Waters, „vielleicht Einzelfälle“ gegeben. Er verurteile die Tötung und Entführung von Zivilisten, die Israelis hätten jedoch „die ganze Sache [...] total aufgebauscht“, sie hätten „Geschichten über die Köpfung von Babys erfunden“. Viele Opfer des Angriffs seien israelische Soldaten gewesen, das sei „kein Kriegsverbrechen“. Dass die Israelis den Angriff nicht hätten kommen sehen, sei „sehr merkwürdig“. Auf die Frage, ob der Hamas-Angriff gerechtfertigt sei, antwortete Waters, man wisse „nicht, was sie getan haben“, und fuhr fort: „Aber war es gerechtfertigt, sich der Besetzung zu widersetzen? Ja!“

### Unterstützung derFrente de Defensa de la Amazonía
Waters unterstützte eine Umwelt-Klage der indigenen Frente de Defensa de la Amazonía (FDA), vertreten vor Gericht durch den Rechtsanwalt Steven Donziger, gegen den Energiekonzern Chevron. Für seine Übernahme eines Teils der Anwaltskosten erhielt er laut Gerichtsakten die Zusicherung auf 0,076 % des Schadenersatzes.

### Russischer Überfall auf die Ukraine 2022
Waters nannte den russischen Überfall auf die Ukraine 2022 den Akt eines Gangsters. Er relativierte die Aussage jedoch wieder dahingehend, Russland nicht zu dämonisieren, zudem war er eine Woche vor dem Überfall noch auf dem als russisches Propagandainstrument geltenden Sender Russia Today zu sehen gewesen, wobei er schon mit der Rechtfertigung der Annexion der Krim formal russische Propaganda wiederholt hatte. Andererseits hatte er 2014 öffentlich Pussy Riot unterstützt und sich in New York mit Marija Wladimirowna Aljochina und Nadeschda Andrejewna Tolokonnikowa getroffen. Er ermutigte sie, sich weiterhin dem Regime Putins zu widersetzen. Im August 2022 behauptete er in einem Interview mit dem US-amerikanischen Moderator Michael Smerconish, Präsident Biden schüre „das Feuer in der Ukraine“, das sei „ein großes Verbrechen“. Auf den Widerspruch des Moderators entgegnete Waters, die USA verlängerten die Dauer des Krieges und wenn Biden wolle, wäre der Krieg „morgen beendet“. Dafür erhielt Waters Zuspruch vom ehemaligen russischen Präsidenten Medwedew. Außerdem gab Waters der NATO die Schuld am russischen Überfall. Er nannte die USA den „Hauptaggressor“, sprach von einer „Gehirnwäsche“, der der Westen unterzogen werde, und sagte, die Waffenlieferungen an die Ukraine dienten vor allem dem Profit der Rüstungsindustrie. Waters behauptete, er stehe wegen seiner Haltung auf einer ukrainischen Todesliste. Die Berichte der westlichen Medien zum Krieg seien Propaganda. Er selbst, so Waters, kenne die Wahrheit und sei sich „sicher, dass ich damit richtig liege“. Zudem berichtete Waters von einem Briefwechsel mit einer jungen ukrainischen Frau namens Alina, die ihm geschrieben habe, in einer Sache habe er Unrecht, denn sie sei sich „zu 200 Prozent sicher, dass in der Ukraine keine Nazis am Werk“ seien. Seine Antwort darauf sei gewesen: „[D]a liegst du falsch. Wie kannst du in der Ukraine leben und davon nichts wissen?“ Laut Waters hat es einen Völkermord an der russischen Minderheit in der Ukraine gegeben; die Referenden in den besetzten Gebieten der Ukraine hielt er für rechtens und legitim. Dass seine ehemaligen Bandkollegen mit dem ukrainischen Musiker Andrij Chlywnjuk im April 2022 einen Song aufgenommen haben, bezeichnete Waters als „sehr, sehr traurig“ und „wenig menschlich“, da dieses „inhaltslose Schwenken der blau-gelben Flagge“ dazu beitrage, den Krieg weiter fortzusetzen.
Nachdem im September 2022 in den Stadtrat von Krakau eine (später einstimmig verabschiedete) Resolution mit dem Ziel eingebracht worden war, ihn in der Stadt zur persona non grata zu erklären, wurden geplante Konzerte Waters’ in Polen abgesagt.
Am 8. Februar 2023 trat Waters – auf Einladung Russlands – vor der UN-Vollversammlung auf. Zum Krieg in der Ukraine äußerte er dabei:

„Der Einmarsch der Russischen Föderation in die Ukraine war illegal. Ich verurteile ihn auf das Schärfste. Außerdem war der russische Einmarsch in die Ukraine nicht ‚unprovoziert‘, also verurteile ich die Provokateure ebenfalls aufs Schärfste. (...) Präsident Biden, Präsident Putin, Präsident Zelenski, stimmen Sie heute einem Waffenstillstand in der Ukraine zu.“

### China und Taiwan
Waters unterstützt den Anspruch der Volksrepublik China auf Taiwan als Teil seines Staatsgebietes.

### Distanzierung der Pink-Floyd-Texterin Samson und ihres Ehemanns Gilmour
Am 6. Februar 2023 griff die Pink-Floyd-Texterin Polly Samson, die Ehefrau des Pink-Floyd-Gitarristen David Gilmour, Waters in einem Tweet persönlich an, warf ihm unter anderem Antisemitismus, Frauenfeindlichkeit und Putin-Apologetik vor und bemerkte, sie habe genug von seinem Blödsinn. Gilmour bestätigte die Vorwürfe, Waters selbst wies sie zurück.

## Privatleben
Waters ist in fünfter Ehe verheiratet. 1969 heiratete er seine Jugendliebe Judy Trim, eine Töpferin. Ihr Bild war im Klappcover der ursprünglichen Version von Ummagumma abgedruckt, wurde aber bei späteren CD-Veröffentlichungen nicht mehr gezeigt. Sie hatten keine Kinder. 1975 wurde die Ehe geschieden. Trim starb 2001.
1976 heiratete Waters Lady Carolyne Christie, Nichte von Lawrence Dundas, 3. Marquess of Zetland. Sie haben einen Sohn, Harry Waters, ein Musiker und Keyboarder, der seit 2006 mit seinem Vater spielte, und eine Tochter, India Waters, die als Model gearbeitet hat.
Christie und Waters wurden 1992 geschieden.
Der dritten Ehe, von 1993 bis 2001 mit Priscilla Phillips, entstammt Waters’ Sohn Jack Fletcher.
2004 verlobte er sich mit der Schauspielerin und Filmproduzentin Laurie Durning und heiratete sie Anfang 2012; 2015 wurde die Scheidung eingereicht.
Im Oktober 2021 heiratete er Kamilah Chavis.

## Diskografie

### Studioalben
| Jahr | Titel Musiklabel                                           | Höchstplatzierung, Gesamtwochen, AuszeichnungChartplatzierungen (Jahr, Titel, Musiklabel, Platzierungen, Wochen, Auszeichnungen, Anmerkungen) | Höchstplatzierung, Gesamtwochen, AuszeichnungChartplatzierungen (Jahr, Titel, Musiklabel, Platzierungen, Wochen, Auszeichnungen, Anmerkungen) | Höchstplatzierung, Gesamtwochen, AuszeichnungChartplatzierungen (Jahr, Titel, Musiklabel, Platzierungen, Wochen, Auszeichnungen, Anmerkungen) | Höchstplatzierung, Gesamtwochen, AuszeichnungChartplatzierungen (Jahr, Titel, Musiklabel, Platzierungen, Wochen, Auszeichnungen, Anmerkungen) | Höchstplatzierung, Gesamtwochen, AuszeichnungChartplatzierungen (Jahr, Titel, Musiklabel, Platzierungen, Wochen, Auszeichnungen, Anmerkungen) | Anmerkungen                                                    |
| Jahr | Titel Musiklabel                                           | DE | AT | CH | UK | US | Anmerkungen                                                    |
| ---- | ---------------------------------------------------------- | --- | --- | --- | --- | --- | -------------------------------------------------------------- |
| 1984 | The Pros and Cons of Hitch Hiking Harvest Records (EMI)    | DE49 (8 Wo.)DE | — | CH12 (12 Wo.)CH | UK13 Silber · (11 Wo.)UK | US— GoldUS | Erstveröffentlichung: 30. April 1984 Verkäufe: + 560.000       |
| 1987 | Radio K.A.O.S. EMI Music (EMI)                             | DE58 (3 Wo.)DE | — | CH20 (5 Wo.)CH | UK25 Silber · (7 Wo.)UK | US50 (19 Wo.)US | Erstveröffentlichung: 15. Juni 1987 Verkäufe: + 110.000        |
| 1992 | Amused to Death Columbia Records (Sony)                    | DE4 (17 Wo.)DE | AT25 (1 Wo.)AT | CH12 (10 Wo.)CH | UK8 Gold · (4 Wo.)UK | US21 (10 Wo.)US | Erstveröffentlichung: 28. August 1992 Verkäufe: + 175.000      |
| 2017 | Is This the Life We Really Want? Columbia Records (Sony)   | DE3 (12 Wo.)DE | AT3 (9 Wo.)AT | CH1 Gold · (18 Wo.)CH | UK3 Silber · (6 Wo.)UK | US11 (3 Wo.)US | Erstveröffentlichung: 2. Juni 2017 Verkäufe: + 105.000         |
| 2018 | Igor Stravinsky’s The Soldier’s Tale Sony Classical (Sony) | — | — | — | — | — | Erstveröffentlichung: 26. Oktober 2018                         |
| 2022 | The Lockdown Sessions Legacy Records (Sony)                | DE14 (2 Wo.)DE | AT18 (1 Wo.)AT | CH13 (2 Wo.)CH | UK56 (1 Wo.)UK | — | Erstveröffentlichung: 9. Dezember 2022 erst 2023 in den Charts |
| 2023 | Dark Side of the Moon Redux Cooking Vinyl (Cooking Vinyl)  | DE3 (3 Wo.)DE | AT6 (3 Wo.)AT | CH5 (3 Wo.)CH | UK4 (1 Wo.)UK | US142 (1 Wo.)US | Erstveröffentlichung: 6. Oktober 2023                          |

### Livealben
| Jahr | Titel Musiklabel                                                           | Höchstplatzierung, Gesamtwochen, AuszeichnungChartplatzierungen (Jahr, Titel, Musiklabel, Platzierungen, Wochen, Auszeichnungen, Anmerkungen) | Höchstplatzierung, Gesamtwochen, AuszeichnungChartplatzierungen (Jahr, Titel, Musiklabel, Platzierungen, Wochen, Auszeichnungen, Anmerkungen) | Höchstplatzierung, Gesamtwochen, AuszeichnungChartplatzierungen (Jahr, Titel, Musiklabel, Platzierungen, Wochen, Auszeichnungen, Anmerkungen) | Höchstplatzierung, Gesamtwochen, AuszeichnungChartplatzierungen (Jahr, Titel, Musiklabel, Platzierungen, Wochen, Auszeichnungen, Anmerkungen) | Höchstplatzierung, Gesamtwochen, AuszeichnungChartplatzierungen (Jahr, Titel, Musiklabel, Platzierungen, Wochen, Auszeichnungen, Anmerkungen) | Anmerkungen                                                |
| Jahr | Titel Musiklabel                                                           | DE | AT | CH | UK | US | Anmerkungen                                                |
| ---- | -------------------------------------------------------------------------- | --- | --- | --- | --- | --- | ---------------------------------------------------------- |
| 1990 | The Wall – Live in Berlin Mercury Records (Polygram)                       | DE10 (15 Wo.)DE | AT25 (5 Wo.)AT | CH11 Gold · (8 Wo.)CH | UK27 (3 Wo.)UK | US56 (11 Wo.)US | Erstveröffentlichung: 21. August 1990 Verkäufe: + 260.000  |
| 2000 | In the Flesh – Live Columbia Records (Sony)                                | DE99 (1 Wo.)DE | — | CH— GoldCH | — | US136 (1 Wo.)US | Erstveröffentlichung: 5. Dezember 2000 Verkäufe: + 25.000  |
| 2015 | Roger Waters: The Wall Legacy Records (Sony)                               | DE22 (2 Wo.)DE | AT29 (1 Wo.)AT | CH20 Gold · (3 Wo.)CH | UK53 (1 Wo.)UK | US134 (1 Wo.)US | Erstveröffentlichung: 20. November 2015 Verkäufe: + 10.000 |
| 2020 | Us + Them Legacy Records (Sony)                                            | DE4 (11 Wo.)DE | AT12 (2 Wo.)AT | CH6 (5 Wo.)CH | UK9 (2 Wo.)UK | — | Erstveröffentlichung: 2. Oktober 2020                      |
| 2025 | Roger Waters: This Is Not a Drill – Live from Prague Legacy Records (Sony) | DE1 (… Wo.)DE | AT2 (… Wo.)AT | CH5 (… Wo.)CH | UK20 (… Wo.)UK | — | Erstveröffentlichung: 1. August 2025                       |

### Kompilationen
| Jahr | Titel Musiklabel                                                   | Höchstplatzierung, Gesamtwochen, AuszeichnungChartplatzierungen (Jahr, Titel, Musiklabel, Platzierungen, Wochen, Auszeichnungen, Anmerkungen) | Höchstplatzierung, Gesamtwochen, AuszeichnungChartplatzierungen (Jahr, Titel, Musiklabel, Platzierungen, Wochen, Auszeichnungen, Anmerkungen) | Anmerkungen                          |
| Jahr | Titel Musiklabel                                                   | DE | CH | Anmerkungen                          |
| ---- | ------------------------------------------------------------------ | --- | --- | ------------------------------------ |
| 2002 | Flickering Flame – The Solo Years Volume 1 Columbia Records (Sony) | DE53 (2 Wo.)DE | CH62 (4 Wo.)CH | Erstveröffentlichung: 30. April 2002 |

### Soundtracks
- 1970: Music from The Body (mit Ron Geesin)
- 1986: When the Wind Blows
- 2005: Ça ira
- 2007: The Last Mimzy (mit Howard Shore)

### Singles
| Jahr | Titel Album                                                                  | Höchstplatzierung, Gesamtwochen, AuszeichnungChartsChartplatzierungen (Jahr, Titel, Album, Platzierungen, Wochen, Auszeichnungen, Anmerkungen) | Anmerkungen                                               |
| Jahr | Titel Album                                                                  | UK | Anmerkungen                                               |
| ---- | ---------------------------------------------------------------------------- | --- | --------------------------------------------------------- |
| 1984 | 5.01AM (The Pros and Cons of Hitch Hiking) The Pros and Cons of Hitch Hiking | UK76 (4 Wo.)UK | Erstveröffentlichung: 9. April 1984                       |
| 1987 | Radio Waves Radio K.A.O.S.                                                   | UK74 (2 Wo.)UK | Erstveröffentlichung: 11. Mai 1987                        |
| 1987 | The Tide Is Turning (After Live Aid) Radio K.A.O.S.                          | UK54 (8 Wo.)UK | Erstveröffentlichung: 16. November 1987                   |
| 1990 | Another Brick in the Wall (Part 2) The Wall – Live in Berlin                 | UK82 (1 Wo.)UK | Erstveröffentlichung: 10. September 1990 mit Cyndi Lauper |
| 1992 | What God Wants, Part I Amused to Death                                       | UK35 (3 Wo.)UK | Erstveröffentlichung: 24. August 1992                     |

Weitere Singles
- 1984: Every Stranger's Eyes
- 1985: Sexual Revolution
- 1987: Sunset Strip
- 1987: Who Needs Information
- 1990: The Tide Is Turning (Live) (mit Joni Mitchell, Cyndi Lauper, Bryan Adams, Van Morrison & Paul Carrack)
- 1992: The Bravery of Being Out of Range
- 1993: Three Wishes
- 2002: Perfect Sense, Part 1 & 2 (Live)
- 2002: Each Small Candle (Live)
- 2002: Breathe (In the Air) (Live)
- 2004: To Kill the Child/Beirut
- 2007: Hello (I Love You) (mit Howard Shore)
- 2010: We Shall Overcome
- 2015: Comfortably Numb (Live)
- 2015: In the Flesh? (Live)
- 2017: Smell the Roses
- 2017: Déjà Vu
- 2017: The Last Refugee
- 2017: Wait for Her
- 2022: Comfortably Numb 2022
- 2023: Money
- 2023: Time

### Videoalben
| Jahr | Titel Musiklabel              | Höchstplatzierung, Gesamtwochen, AuszeichnungChartplatzierungen (Jahr, Titel, Musiklabel, Platzierungen, Wochen, Auszeichnungen, Anmerkungen) | Höchstplatzierung, Gesamtwochen, AuszeichnungChartplatzierungen (Jahr, Titel, Musiklabel, Platzierungen, Wochen, Auszeichnungen, Anmerkungen) | Höchstplatzierung, Gesamtwochen, AuszeichnungChartplatzierungen (Jahr, Titel, Musiklabel, Platzierungen, Wochen, Auszeichnungen, Anmerkungen) | Anmerkungen                                                |
| Jahr | Titel Musiklabel              | DE | UK | US | Anmerkungen                                                |
| ---- | ----------------------------- | --- | --- | --- | ---------------------------------------------------------- |
| 2000 | In The Flesh – Live Columbia  | DE— GoldDE | UK5 Gold · (34 Wo.)UK | US— GoldUS | Erstveröffentlichung: 5. Dezember 2000 Verkäufe: + 160.000 |
| 2014 | Roger Waters: The Wall Legacy | — | UK1 (175 Wo.)UK | — | Erstveröffentlichung: 6. September 2014                    |
| 2020 | Us + Them Sony Music          | — | UK9 (… Wo.)UK | — | Erstveröffentlichung: 2. Oktober 2020                      |

## Auszeichnungen für Musikverkäufe
| Goldene Schallplatte - Australien - 1990: für das Album The Wall: Live In Berlin - Brasilien - 2003: für das Videoalbum In The Flesh – Live - 2004: für das Videoalbum The Wall: Live In Berlin - Deutschland - 2004: für das Videoalbum In The Flesh – Live - Frankreich - 2003: für das Videoalbum The Wall - 2020: für das Videoalbum Us + Them - Italien - 2017: für das Album Is This The Life We Really Want? - Kanada - 1987: für das Album Radio K.A.O.S. - 1992: für das Album Amused to Death - Neuseeland - 2005: für das Videoalbum The Wall - Norwegen - 1998: für das Album Amused to Death - Polen - 2004: für das Videoalbum In The Flesh – Live - Vereinigtes Königreich - 2013: für das Videoalbum The Wall: Live In Berlin | Platin-Schallplatte - Argentinien - 2002: für das Videoalbum In The Flesh – Live - 2006: für das Videoalbum The Wall: Live In Berlin - Australien - 2006: für das Videoalbum The Wall: Live In Berlin - Kanada - 1992: für das Videoalbum The Wall: Live In Berlin - Mexiko - 2005: für das Videoalbum The Wall: Live In Berlin - Vereinigte Staaten - 1992: für das Videoalbum The Wall: Live In Berlin - Vereinigtes Königreich - 2020: für das Videoalbum The Wall 2× Platin-Schallplatte - Australien - 2012: für das Videoalbum In The Flesh – Live - Kanada - 1990: für das Album The Wall: Live In Berlin |

Anmerkung: Auszeichnungen in Ländern aus den Charttabellen bzw. Chartboxen sind in ebendiesen zu finden.
| Land/RegionAuszeichnungen für Musikverkäufe (Land/Region, Auszeichnungen, Verkäufe, Quellen) | Silber     | Gold       | Platin       | Verkäufe  | Quellen                                                    |
| -------------------------------------------------------------------------------------------- | ---------- | ---------- | ------------ | --------- | ---------------------------------------------------------- |
| Argentinien (CAPIF)                                                                          | —          | —          | 2× Platin2   | 16.000    | capif.org.ar                                               |
| Australien (ARIA)                                                                            | —          | Gold1      | 3× Platin3   | 80.000    | aria.com.au                                                |
| Brasilien (PMB)                                                                              | —          | 2× Gold2   | —            | 50.000    | pro-musicabr.org.br                                        |
| Deutschland (BVMI)                                                                           | —          | Gold1      | —            | 25.000    | musikindustrie.de                                          |
| Frankreich (SNEP)                                                                            | —          | 2× Gold2   | —            | 15.000    | snepmusique.com                                            |
| Italien (FIMI)                                                                               | —          | Gold1      | —            | 25.000    | fimi.it                                                    |
| Kanada (MC)                                                                                  | —          | 2× Gold2   | 3× Platin3   | 310.000   | musiccanada.com                                            |
| Mexiko (AMPROFON)                                                                            | —          | —          | Platin1      | 20.000    | amprofon.com.mx                                            |
| Neuseeland (RMNZ)                                                                            | —          | Gold1      | —            | 2.500     | Einzelnachweise                                            |
| Norwegen (IFPI)                                                                              | —          | Gold1      | —            | 25.000    | ifpi.no (Memento vom 5. November 2012 im Internet Archive) |
| Polen (ZPAV)                                                                                 | —          | Gold1      | —            | 5.000     | olis.pl                                                    |
| Schweiz (IFPI)                                                                               | —          | 4× Gold4   | —            | 70.000    | hitparade.ch                                               |
| Vereinigte Staaten (RIAA)                                                                    | —          | 2× Gold2   | Platin1      | 1.550.000 | riaa.com                                                   |
| Vereinigtes Königreich (BPI)                                                                 | 3× Silber3 | 3× Gold3   | Platin1      | 380.000   | bpi.co.uk                                                  |
| Insgesamt                                                                                    | 3× Silber3 | 21× Gold21 | 11× Platin11 |           |                                                            |

## Auszeichnungen
- 2023 Pedro-Ernesto-Medaille der Stadt Rio de Janeiro für das Engagement für Menschenrechte für alle Menschen[68]
- 2014 Ehrenbürgerschaft der Stadt Anzio, bei deren Befreiung sein Vater im 2. Weltkrieg gefallen war[69]